# Néopathie
La néopathie est un comportement obsessionnel consistant à être attiré de façon constante et répétitive par tout ce qui est nouveau.
Dans ses aspects les plus extrêmes, elle relève de la psychopathologie[réf. nécessaire] et s'apparente par certains de ses aspects au collectionnisme de l'homme obsédé par l'idée de trouver à tout prix l'élément manquant à sa collection. Il faut avoir le dernier gadget, si possible "avant les autres". C'est pour ainsi dire la pratique d'une sorte de culte de la nouveauté pour la nouveauté, ne tenant absolument pas compte de son utilité ni de son prix. Le néopathe s'endette facilement pour satisfaire son besoin irrépressible d'objet nouveau[réf. nécessaire].
Le secteur des produits de consommation à forte valeur technologique étant celui qui offre le plus de nouveau, le néopathe éprouve une attirance irrésistible pour lui. Il lui faut le dernier gadget électronique, le dernier ordinateur, le dernier modèle de téléphone portable, de récepteur GPS, de voiture suréquipée de gadgets dernier cri, etc. Il s'en débarrasse dès que sort un nouveau modèle, à moins qu'au contraire il ne les entasse au fur et à mesure. Selon Lucas Fournier (C’est nouveau, ça vient de sortir, Seuil, 1987), le néopathe souffre d’une véritable douleur physique et psychologique face à la nouveauté. Il vit avec le sentiment pathologique que, quoi qu’il fasse, il sera toujours déphasé, décalé, en retard.
Le comportement néopathe est amplifié par la société de consommation qui entretient savamment l'attrait pour la nouveauté à travers la publicité. Une grande partie des objets produits par l'industrie se vendent grâce à une foule de consommateurs qui sont atteints de néopathie sans le savoir. Comportements collectifs que l'on mettra en relation avec "l'acte d'achat compulsif" induit par les messages séducteurs de la publicité.